# Aschenbrödel (Ballett)

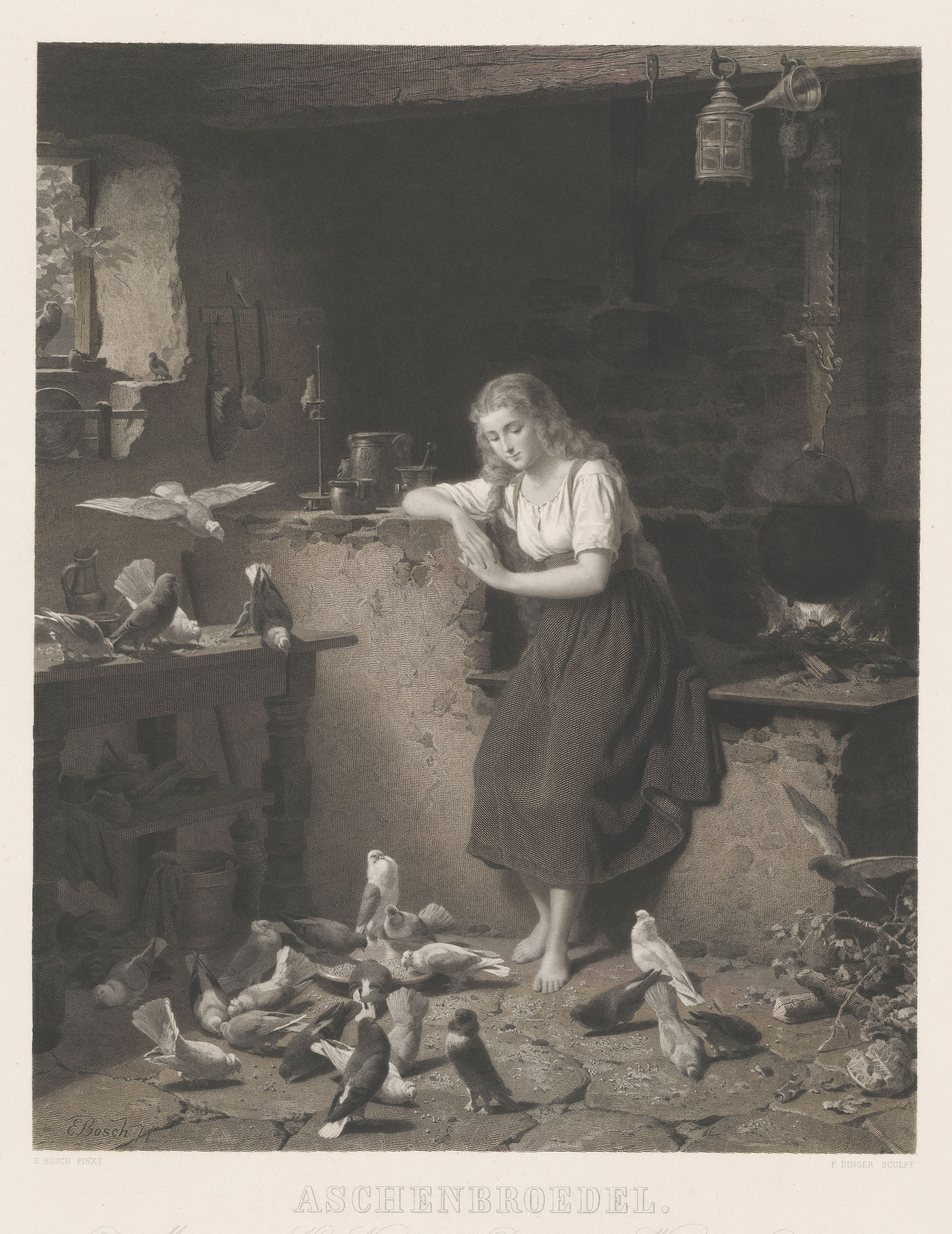
Aschenbrödel von Strauss, Stahldruck von Fritz Dinger

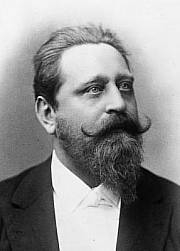
Josef Bayer, Verfasser der ersten Bühnenbearbeitung.

Aschenbrödel ist ein fragmentarisch hinterlassenes Ballett (1899) von Johann Strauss (Sohn), das durch Josef Bayer auf der Grundlage der von Strauss hinterlassenen Fragmente ergänzt, instrumentiert und zur Bühnen-Tauglichkeit gebracht wurde.

## Werkgeschichte
Der Journalist und Librettist Rudolf Lothar regte am 5. März 1898 in seiner Zeitschrift Die Wage an, Vorschläge für das Sujet und Libretto eines Balletts von Johann Strauss zu prämieren. Die Jury bestand aus Lothar sowie Eduard Hanslick, Nikolaus Dumba und Gustav Mahler. Von 700 Einsendung wurde das Libretto von  Albert Kollmann (d. i. Carl Colbert) ausgewählt. Es gibt jedoch Hinweise, dass Carl Colberts Ehefrau, die Pianistin Tony Colbert, die Autorin war. Hermann Heinrich Regel überarbeitete einige Jahre später das Manuskript. Bis zu seinem Tode hatte Johann Strauss den ersten Akt sowie die Hälfte des dritten Aktes orchestriert. Das Werk zu vollenden, fiel Josef Bayer unter der vertraglichen Bestimmung zu, nur die Musik von Johann Strauss („mit Ausnahme der technisch nötigen Überleitungen“) zu verwenden. Bayer vollendete den Klavierauszug des Balletts, doch Gustav Mahler war der Ansicht, dass das Werk so nichts mehr mit Johann Strauss zu tun habe und weigerte sich, es aufzuführen. Am 11. Februar 1901 kam im Wiener Sophien-Saal beim Concordia-Ball mit großem Erfolg Bayers Arrangement von Walzern aus dem Aschenbrödel heraus.
Mit Vertrag zwischen Adele Strauß im Jahr 1901 wurde das Ballett von Librettist Heinrich Regel neu überarbeitet sowie von Josef Bayer die Musik neu zusammengestellt. Am 2. Mai 1901 fand die Uraufführung von Aschenbrödel in dieser Fassung dann aber nicht in Wien, sondern in Anwesenheit Kaiser Wilhelms II. im Königlichen Opernhaus zu Berlin statt, Emil Graeb übernahm die Choreographie.
Erst sieben Jahre später, am 4. Oktober 1908, wurde das Werk unter Felix von Weingartner zum ersten Mal an der Wiener Hofoper gegeben.
Renato Zanellas Fassung des Aschenbrödel kam im Dezember 1999 an der Wiener Staatsoper heraus. 2010 erschien Aschenputtel mit der Ballettmusik von Strauss (Sohn) und Einlagen von Gioacchino Rossini an der Musikalischen Komödie in Leipzig. Eine weitere Fassung von Mark McClain wurde 2016 am Landestheater Coburg uraufgeführt, die Ausstattung besorgte hierfür Andreas Becker.
Die Polkas Probirmamsell und Promenade-Abenteuer wurden nach Motiven des Balletts zusammengestellt.